# Copa del Primer Ministro
La Copa del Primer Ministro fue un torneo de copa anual de fútbol a nivel de clubes en Laos establecido en el año 2003 con el objetivo de que los equipos de las afueras de Vientián compitieran contra los equipos de la Liga de Fútbol de Laos, también con el fin de que en este torneo se puedieran encontrar jugadores para la selección nacional.
Se jugaba con un sistema de clasificación a nivel regional, divididos en 3 grupos de 4 equipos jugando bajo un sistema de round robin, fase que se jugaba en el Savannakhet Stadium en Savannakhet, el Champasak Stadium en Pakse y el Luang Prabang Stadium en Luang Prabang. Los ganadores se unían a los mejores equipos de la Liga de Fútbol de Laos para una nueva fase de 2 grupos a visita recíproca en donde los 2 mejores equipos de cada grupo iban a semifinales para ver quienes disputaban la final.

## Lista de Campeones
- 2003: MCTPC FC 2-1 Lao Army FC
- 2004: Vientiane FC 2-1 (t.e.) Savannakhet Province
- 2005: No se jugó por el conflicto entre los Juegos Nacionales de Laos y los Juegos del Sureste Asiático
- 2006: Lao-American College FC 3-1 Vientiane FC
- 2007: MPWT FC 2-1 Savannakhet Province
- 2008: No se jugó
- 2009: No se jugó
- 2010: Lao Bank FC 5-2 (t.e.) MPS FC
- 2011: Lao Bank FC 1-0 Police FC
- 2012: Champasak FC 5-0 Savannakhet Province
- 2013: Lao Army
- 2015: Lanexang United